# Winterhafen Žirmūnai
Der Winterhafen Žirmūnai (lit. Žirmūnų žiemos uostas) ist ein Flusshafen an der Neris in der litauischen Hauptstadt Vilnius, im Stadtteil Žirmūnai, an der Neries gatvė. Heute dient er nur als Winterhafen.

## Geschichte
In den 1920er-Jahren wurde von einem polnischen Unternehmer ein Hafen in Žirmūnai angelegt. Während der Zeit Sowjetlitauens wurde eine Schiffbauhalle für Reparaturarbeiten am Ufer gebaut. 
Vier Schiffe, die Riga, Kiew, Taschkent und die Salomėja Nėris wurden als Fähre eingesetzt. Nach der Wiedererlangung der Unabhängigkeit Litauens wurde die Salomėja Nėris als Metallschrott verkauft. Die Kiew wurde umbenannt in Vilnius und die Taschkent in Tallinn. Später wurden diese beiden Schiffe auch nicht mehr benötigt und als Schrott versteigert. Danach blieb nur die Ryga.
Im Jahr 2008 beschloss die Stadtgemeinde Vilnius Planungsdokumente für den Hafen Žirmūnai vorzubereiten. Der Hafen wird bei der touristischen Erschließung der Neris-Wasserstraße vom Regionalpark Verkiai bis zur Brücke Lazdynai dienen. Der Gesamtwert der Projektarbeiten beträgt 1,35 Millionen Litas (0,35 Mio. Euro). Fast 87 Prozent, etwa 1,17 Millionen Litas kommt aus dem Strukturfonds der EU und von der litauischen Regierung. 177.000 Litas wird die Vilnius-Stadtgemeinde übernehmen.